# Reggiano rosso novello
Il Reggiano rosso novello è un vino DOC la cui produzione è consentita nella provincia di Reggio Emilia.

## Caratteristiche organolettiche
- colore: rosso - intensità da 3,50 a 8; tonalità max 0,90
- odore: vinoso, intenso, fruttato
- sapore: sapido, tranquillo, anche vivace

## Produzione
Provincia, stagione, volume in ettolitri
- nessun dato disponibile